# Communauté de communes de Londinières
La communauté de communes de Londinières est une communauté de communes française, située dans le département de la Seine-Maritime en région Normandie.

## Histoire
La communauté de communes a été créée par arrêté préfectoral le 11 décembre 2000, et succède au SIVOM du canton de Londinières.
Dans le cadre de l'approfondissement de la coopération intercommunale prévu par la Loi portant nouvelle organisation territoriale de la République (Loi NOTRe) du 7 août 2015, le projet de schéma départemental de coopération intercommunale présenté par le préfet de Seine-Maritime le 2 octobre 2015 prévoit la fusion des « communautés de communes du pays neufchâtelois (12 362 habitants), de Saint-Saëns – Porte de Bray (8 927 habitants), de Londinière excepté 1 commune (5 251 habitants) et de 11 communes de la communauté de communes de Bosc d’Eawy (5 228 habitants) ».
La CC de Londinières souhaite néanmoins se placer sous le régime dérogatoire prévu par la loi NOTRe pour les intercommunalités ayant une faible densité de population et rester isolée. Le préfet n'avait pas dans un premier temps suivi cette demande.
Dans le SDCI définitif adopté en octobre 2016, la communauté de communes de Londinières est finalement maintenue, sans la commune d'Avesnes-en-Val qui rejoint la communauté de communes des Falaises du Talou le 1er janvier 2017.

## Territoire communautaire

### Géographie
Située dans le nord-est du département de la Seine-Maritime, la communauté de communes de Londinières regroupe 16 communes et s'étend sur 194,6 km2.
Son territoire correspond à celui de l'ancien canton de Londinières auquel s'est rajouté la commune d'Avesnes en Val, jusqu'à son départ en 2017 vers la Communauté de communes Falaises du Talou.

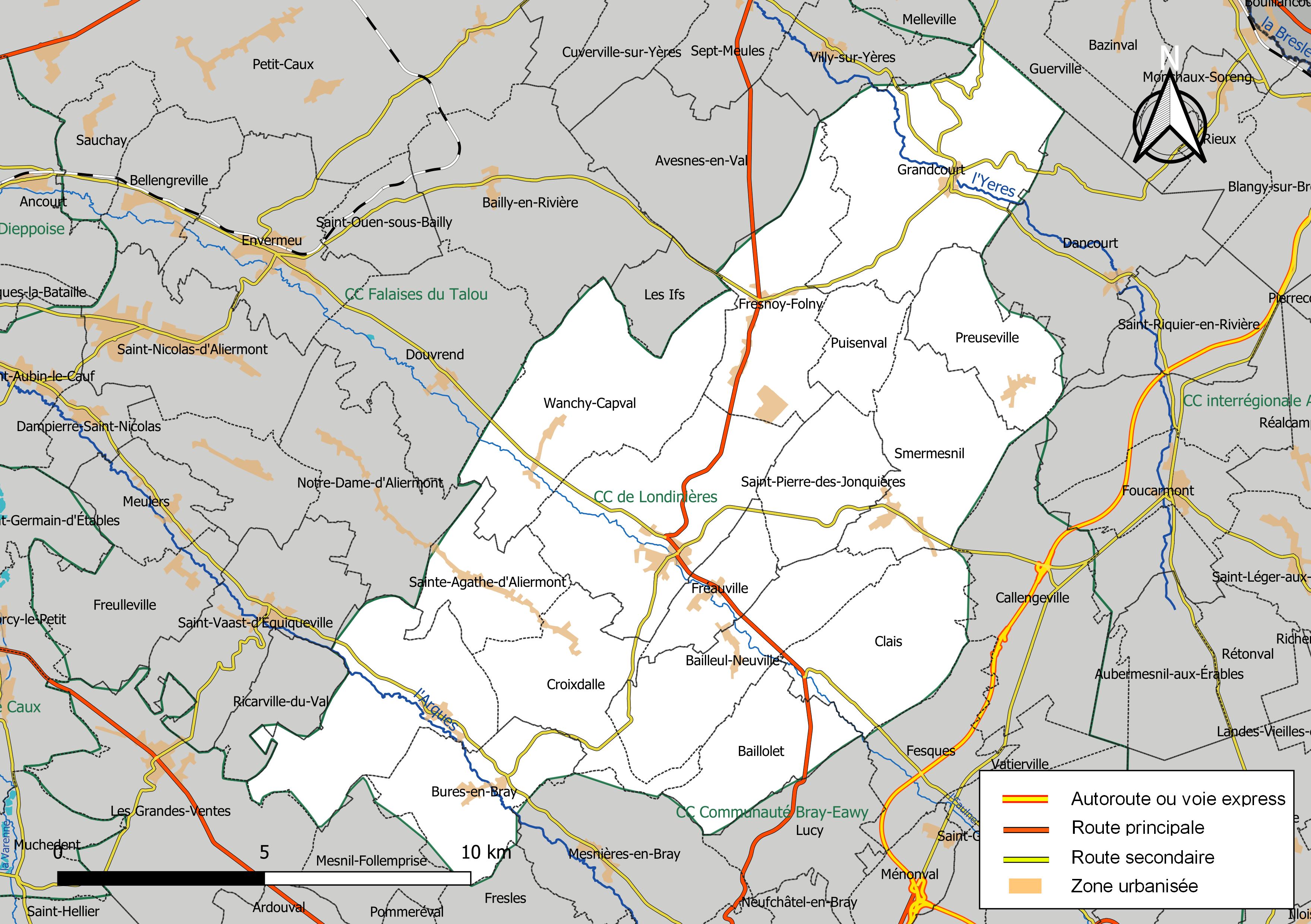
Carte de la communauté de communes de Londinières au 1er janvier 2019.

### Composition
La communauté de communes est composée des 16 communes suivantes :

| Nom                         | Code Insee | Gentilé         | Superficie (km2) | Population (dernière pop. légale) | Densité (hab./km2) |
| --------------------------- | ---------- | --------------- | ---------------- | --------------------------------- | ------------------ |
| Londinières (siège)         | 76392      | Londinierais    | 18,79            | 1 233 (2022)                      | 66                 |
| Bailleul-Neuville           | 76052      | Bailleulais     | 13,14            | 221 (2022)                        | 17                 |
| Baillolet                   | 76053      | Bailloletais    | 8,74             | 116 (2022)                        | 13                 |
| Bures-en-Bray               | 76148      | Burois          | 10,99            | 315 (2022)                        | 29                 |
| Clais                       | 76175      | Claisiens       | 12,45            | 263 (2022)                        | 21                 |
| Croixdalle                  | 76202      | Croixdallais    | 11               | 337 (2022)                        | 31                 |
| Fréauville                  | 76280      | Fréauvillais    | 5,41             | 144 (2022)                        | 27                 |
| Fresnoy-Folny               | 76286      | Fresnoyens      | 13,12            | 689 (2022)                        | 53                 |
| Grandcourt                  | 76320      | Grandcourtois   | 22,44            | 295 (2022)                        | 13                 |
| Osmoy-Saint-Valery          | 76487      |                 | 16,21            | 313 (2022)                        | 19                 |
| Preuseville                 | 76511      | Preusevillais   | 9,05             | 167 (2022)                        | 18                 |
| Puisenval                   | 76512      | Puisenvalais    | 4,88             | 31 (2022)                         | 6,4                |
| Saint-Pierre-des-Jonquières | 76635      | Saint-Pierrais  | 8,31             | 76 (2022)                         | 9,1                |
| Sainte-Agathe-d'Aliermont   | 76553      | Sainte-Agathais | 7,97             | 298 (2022)                        | 37                 |
| Smermesnil                  | 76677      | Smermesnilais   | 12,81            | 364 (2022)                        | 28                 |
| Wanchy-Capval               | 76749      | Wanchyais       | 19,31            | 330 (2022)                        | 17                 |

### Démographie
| 1968  | 1975  | 1982  | 1990  | 1999  | 2006  | 2011  | 2016  |
| ----- | ----- | ----- | ----- | ----- | ----- | ----- | ----- |
| 5 913 | 5 425 | 5 014 | 4 747 | 4 726 | 4 964 | 5 235 | 5 300 |

## Organisation

### Siège
L'intercommunalité a son siège rue du Pont de Pierre à Londinières.

### Élus
La communauté de communes est administrée par son Conseil communautaire, composé, pour la mandature 2020-2026, de 33 conseillers municipaux représentant chacune des communes membre, répartis de la manière suivante : 

- 7 délégués pour Londinières (1 271 habitants) ;

- 4 délégués pour Fresnoy-Folny (713 habitants) ; 

- 2 délégués pour Smermesnil, Wanchy-Capval, Grandcourt,  Osmoy-Saint-Valery, Bures-en-Bray, Sainte-Agathe-d'Aliermont, Croixdalle et Clais (de 258 à 405 habitants);

- 1 délégué ou son suppléant pour les autres communes, toutes ayant moins de 212 habitants.
À la suite des élections municipales de 2020 dans la Seine-Maritime, le conseil communautaire renouvelé a élu sa nouvelle présidente, Armelle Biloquet — qui a succédé en 2018 à Michel Huet comme maire de Londinières mais qui était resté président de l'intercommunalité jusqu'aux élections de 2020 —, maire de Londinières, ainsi que ses trois vice-présidents, qui sont : 
1. Jean-Paul Martel, maire de Croixdalle, chargé principalement des ordures ménagères et de la déchetterie, et référent du Pôle d’équilibre territorial et rural ;
2. Jacky Lévêque, maire de Bures-en-Bray, chargé de la maison médicale, des bassins versants, de la GEMAPI (Gestion des milieux aquatiques et prévention des inondations), du plan climat-énergie,  de la communication et du tourisme ;
3. Hervé Vassard, maire de Preuseville, chargé de la zone d’activités et des aides aux entreprises,  de la fin de l’installation de la fibre optique sur le territoire, de la commission des travaux et de celle d'appels d’offres et des associations ;

### Liste des présidents
| Période                                  | Période                       | Identité          | Étiquette | Qualité |
| ---------------------------------------- | ----------------------------- | ----------------- | --------- | --- |
| Les données manquantes sont à compléter. |                               |                   |           | |
|                                          | 2008                          | Jean-Paul Anselin |           | Chef d'entreprise Maire de Grandcourt (2001→ 2008)                                                                                           |
| 2008                                     | 2014                          | Jean-Paul Gauzès  | UMP       | Directeur juridique et fiscal de la Banque Dexia (1998-2007) Maire de Sainte-Agathe-d'Aliermont (1983 → 2013 ) Député européen (2009 → 2014) |
| 2014                                     | juillet 2020                  | Michel Huet       | SE        | Directeur de Lycée Maire de Londinières (2001 → 2018)                                                                                        |
| juillet 2020                             | En cours (au 10 juillet 2020) | Armelle Biloquet  |           | Agricultrice Maire de Londinières (2018 → )                                                                                                  |

### Compétences
L'intercommunalité exerce les compétences qui lui ont été transférées par les communes membres, dans les conditions déterminées par le code général des collectivités territoriales.

### Régime fiscal et budget
La communauté de communes est un établissement public de coopération intercommunale à fiscalité propre.
Afin de financer l'exercice de ses compétences, la communauté de communes perçoit une fiscalité additionnelle aux impôts locaux des communes, avec fiscalité professionnelle de zone (FPZ ) et sans fiscalité professionnelle sur les éoliennes (FPE).
Elle collecte également la taxe d'enlèvement des ordures ménagères (TEOM), qui finance ce service public.
Les taux de cette fiscalité additionnelle étaient, en 2015, de : 
- Taxe d'habitation : 1,37 %
- Taxe foncière sur les propriétés bâties : 0,302 %
- Taxe foncière sur les propriétés non bâties : 1,24 %
- Cotisation foncière des entreprises : 0,689 %[10].